# 波動

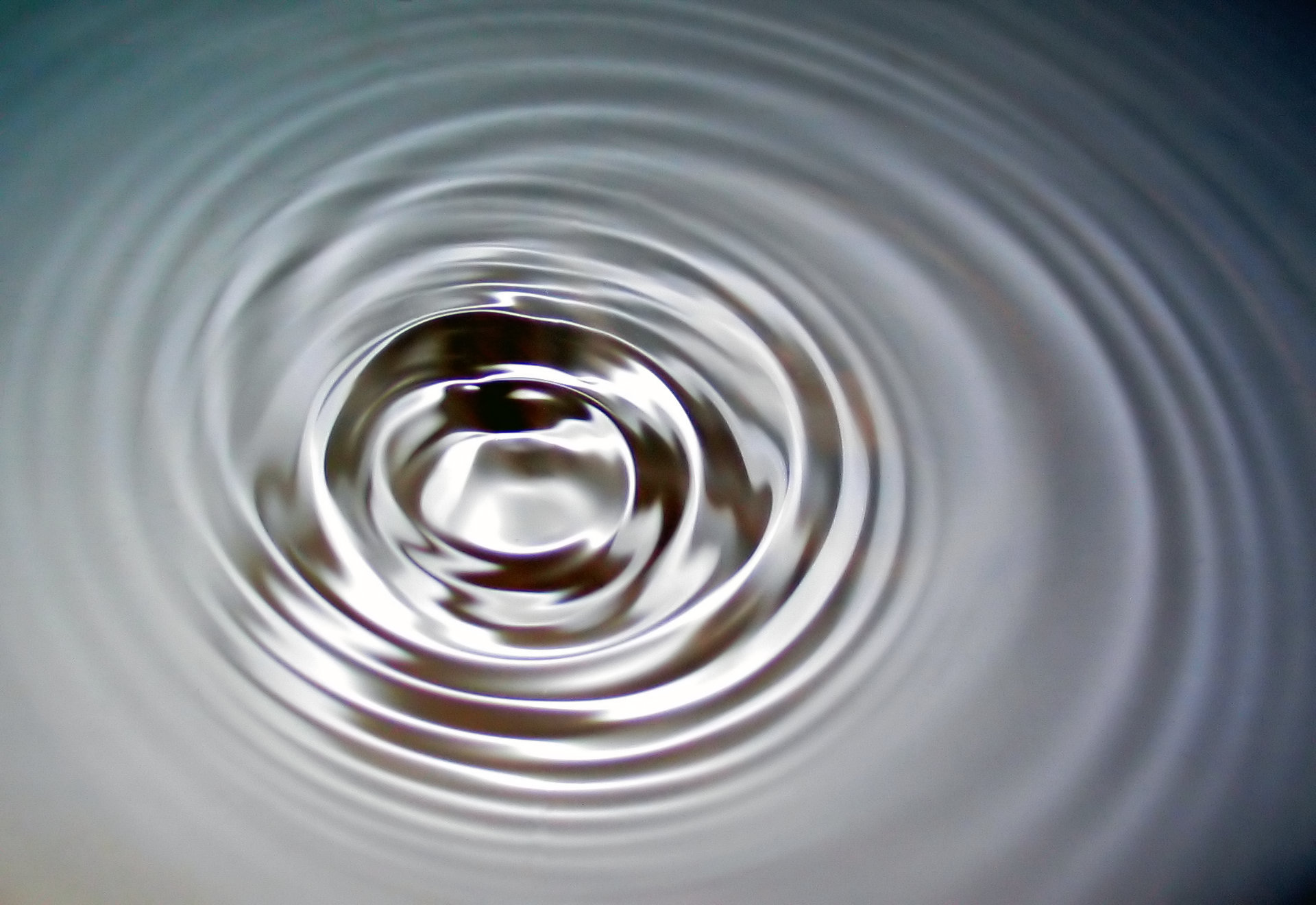
表面波の例。水面を棒で突き、突いた箇所から同心円状に波面が生じている。水面の金属のような光沢は、照明を低い角度から照射していることによる。

波動（はどう、英: wave）または波（なみ）は、エネルギーが伝わる現象・幾何学的に同じようなパターン（波形）が空間を伝播する現象のことである。
波動の例として、水面の振動によって生じる水面波や、電波や可視光線のような電磁波、空気中や物質中を伝わる音波などがある。また透過電子顕微鏡などは結晶を透過する電子線が回折像を生じるという性質を利用している。
音波などの波動を伝える物質を波動の媒質と呼ぶ。媒質の存在は必ずしも必要でなく、例えば電磁波は電磁場そのものの振動であり、一般相対性理論における重力波は質量を持つ物体の振動により生じる時空の歪みである。
波動は進行方向と振動方向によって縦波と横波に分類される。進行方向と平行に振動する波を縦波、進行方向に垂直に振動する波を横波と呼ぶ。
横波の振動方向が（進行方向と平行な平面上で）規則的に変化する状態を偏極といい、特に光に対しては偏光という。横波の振動は進行方向に対して複数の向きを持ち得るが、縦波は進行方向と平行な向きにしか振動せず偏極を持たない。
波動に特徴的な現象として、干渉と回折が挙げられる。干渉は複数の波動が重なり互いを打ち消し合ったり強め合ったりする現象であり、回折は障害物や開口を通った波動が幾何光学的に到達できない領域に伝播する現象である。
数学的には、干渉および回折は波動方程式の解の性質として得られる。また物理学において、波動の干渉は重ね合わせの原理によって、波動の回折はホイヘンス＝フレネルの原理によって説明される。

## 性質

波に乗って移動する点は、波の大きさに合わせて振動する。

波動方程式で表せるような波動を線形波動という。線形波動について重ね合わせの原理が成り立つ。
- 進行波同士は互いに影響を与えない
- 複数の波が重なる領域での振幅は、それらの波形の和の振幅に等しい

重ね合わせの原理によって説明される現象に、干渉がある。位相の揃った波の重ね合わせは互いを強め合うが、位相が半分程度ずれた波の重ね合わせは互いを打ち消し合う。
波動が障害物の近くを通ると、障害物の周りに波面が回り込んで伝わることがある。この現象を回折という。回折現象はホイヘンス＝フレネルの原理により説明される。ホイヘンス＝フレネルの原理によれば、前進波の波面から二次的な球面波（素元波）が生じ、それらが重ね合わさることで回折を引き起こすと考えられる。
周期性を持つ波動、特に、正弦波では、振動数、周期、振幅、波数、波長などの物理量が定義される。
同じ時刻に場の量が同じ値をとる点の集まりによってできる面を波面という。波面が球面のものを球面波という。波面が平面のものを平面波という。

平面における縦波の変化を表した動画。

平面における横波の変化を表した動画。

定常波

点音源から生じる粗密波（縦波）のシミュレーション。

## 歴史
最も初期に知られた波動現象は水面を伝わる振動としての波であると考えられる。

### 光の波動性
波動性を持つものとしてよく知られているものに光がある。しかしかつては光が波であるか粒子であるか議論があった。
光の粒子説の初期の支持者にアイザック・ニュートンがいる。ニュートンは粒子説に基づいて光の直進性や屈折を説明した。ニュートンの光学研究の成果は1704年の著作『光学』に収められている。
光の波動説の初期の支持者にルネ・デカルト、ロバート・フック、クリスティアーン・ホイヘンスらがいる。特にホイヘンスは1678年に「ホイヘンスの原理」として知られる原理を提案した。ホイヘンスの光学に関する仕事は1690年の著作 “Traité de la Lumière” に収められている。波動説によっても光の屈折は説明されたが、媒質中の光速の扱いは粒子説と波動説で異なり、粒子説では光速が屈折率に比例し、波動説では屈折率に反比例すると考えられた。ホイヘンスやニュートンの時代には媒質中の光速を測定することができなかったが、1850年にレオン・フーコーが行った実験により水中の光速が空気中より遅くなるという波動説を支持する結果が示された。
光学現象に関して、1665年にフランチェスコ・マリア・グリマルディによって光の回折現象が報告された。
1805年頃にトーマス・ヤングによる干渉実験（ヤングの実験）が行われた。
光が波であるという主張には、光が縦波であるというものと横波であるというものがある。デカルトやフックは縦波であると主張したが、ラスムス・バルトリンが1669年に発見した（偏光によって生じる）複屈折を説明できなかった。光が横波であるということと、複屈折が偏光によって説明できることはオーギュスタン・ジャン・フレネルによって示された。フレネルはまたホイヘンスの原理を改良し、後進波の問題を解決した。
人間が目にする光が電磁波の一種であることは1864年に提案されたジェームズ・クラーク・マクスウェルの電磁気学の理論から予想された。マクスウェル方程式から電磁場の波動方程式が得られ、その位相速度は当時知られている真空中の光速の値に近いことが示された。
1887年頃からハインリヒ・ヘルツは電磁波の性質を調べ、干渉・回折・偏光などが起こることを確かめ、マクスウェルの理論が正しいことを裏付けた。
マクスウェルの理論において、電磁波は波数ベクトルに直交する電磁場の振動として与えられる。これは電磁波（したがって光）が横波であることの理論的裏付けといえる。
光の波動説を取る際、波動を伝える媒質が必要であるという考えから、光の媒質としてエーテルという物質の存在が仮定された。エーテルの性質は1851年のフィゾーの実験や1887年のマイケルソン・モーリーの実験などを通じて検証されたが、マイケルソン・モーリーの実験結果や特殊相対性理論を通じて、現在ではエーテルのような媒質は存在せず、電磁波は真空中を伝播すると理解されている。
ヤングに始まる光の波動性の検証を通じ、光の波動説の正しさは確かなものとなったが、一方で波動説で説明できない電磁気現象も発見されている。例えば1886年頃にヘルツが発見した光電効果は古典的な電磁気学では説明できず、光電効果はアインシュタインによる光量子仮説（光子）と仕事関数の導入によって説明されることになる。この光に関する粒子と波動の二重性は電磁場の量子化によって理解される。

### 物質の波動性
1924年、ルイ・ド・ブロイはアルベルト・アインシュタインの光量子仮説に触発され物質波という考え方を提案した。エルヴィン・シュレーディンガーはド・ブロイの物質波の理論の一般化を試み波動力学を創始した。波動力学は、先行して発表されたヴェルナー・ハイゼンベルクらによる行列力学と合わせて量子力学として発展した。
物質波の考えは1923年から1927年に行われたデイヴィソン＝ガーマーの実験によって実験的に裏付けられた。